# فرودگاه فوکوشیما
فرودگاه فوکوشیما (به انگلیسی: Fukushima Airport) یک فرودگاه غیرنظامی با کد یاتا FKS است که یک باند فرود آسفالت و بتن دارد و طول باند آن ۲۵۰۰ متر است. این فرودگاه در شهر سوکاگاوا، فوکوشیما، استان فوکوشیما، ژاپن کشور ژاپن قرار دارد .

## شرکت‌های هواپیمایی و مقصدهای پروازی
| شرکت‌های هواپیمایی                   | مقصدهای پروازی    |
| ----------------------------------- | ----------------- |
| آل نیپون ایرویز                     | اوساکا، نیو چیتوز |
| آل نیپون ایرویز اجرا توسط ANA Wings | اوساکا            |
| آسیانا ایرلاینز                     | چارتر: اینچئون    |
| Ibex Airlines                       | اوساکا            |
| خطوط هوایی ژاپن                     | فصلی: اوساکا      |